# Afonso Martins
Afonso Paulo Martins de Agra (Póvoa de Varzim, 11 aprile 1973) è un ex calciatore portoghese, di ruolo centrocampista.

## Carriera
Ha partecipato alle Olimpiadi del 1996 con la nazionale portoghese.